# 지도리바시역
지도리바시역(일본어: 千鳥橋駅, ちどりばしえき)은 일본 오사카부 오사카시 고노하나구에 있는 한신 전기철도 한신 난바 선의 역이다. 역 번호는 HS 46이다.

## 역 구조
상대식 승강장 2면 2선의 고가역이다. 분기기, 절대 신호가 없어 정류장으로 분류된다. 1층에 개찰구와 대합실, 2층에 승강장이 위치한다. 개찰구는 1개소 뿐이다.
건설 때는 장래 대피선을 두고 섬식 승강장 2면 4선으로 구상이 되어 있어, 끝으로 향해서 가늘어지는 승강장의 형상이나 플랫폼 상에 Υ형 단면 형상, 역 동쪽(니시쿠조 역 가까이)으로 더 벌어진 고가교의 형상 등에 그 흔적가 있다.
승강장 유효 길이는 130m, 19m급 한신 차량 6량 편성과 21m급의 긴키 닛폰 철도 차량 6량 편성에 대응한다.

### 승강장
| 승강장 | 노선           | 방향 | 행선                                             |
| ------ | -------------- | ---- | ------------------------------------------------ |
| 북     | ■ 한신 난바 선 | 상행 | 니시쿠조・돔마에・난바・나라 방면                |
| 남     | ■ 한신 난바 선 | 하행 | 아마가사키・고베 (산노미야)・아카시・히메지 방면 |

## 역 주변
- 고노하나 구민 홀
  - 오사카 시립 고노하나 도서관
  - 고노하나 구 노인 복지 센터
- 지도리바시 공원
- 덴포 커뮤니티 광장
- 고노하나 구 관공서
  - 고노하나 구 보건 복지 센터
- 오사카 시 소방국 고노하나 소방서
- 고노하나 바이카 우체국
- 쇼요 중・고등학교
- 오사카 시립 시칸지마 초등학교
- 오사카 시립 바이카 초등학교

## 역사
- 1924년 8월 1일: 덴포 선 덴포 ~ 당역간 연장 개통과 동시에 개통 당시에는 종착역이었음.
- 1964년
  - 5월 20일: 덴포 선이 니시오사카 선으로 노선명 변경.
  - 5월 21일: 당역부터 니시쿠조 역간 노선 연장, 중간역이 됨.
- 2009년 3월 20일: 니시오사카 선이 한신 난바 선으로 노선명 변경.
- 2014년 4월 1일: 역 번호 도입.

## 인접역
| 한신 전기철도 ■ 한신 난바 선 | 한신 전기철도 ■ 한신 난바 선 | 한신 전기철도 ■ 한신 난바 선   |
| ---------------------------- | ---------------------------- | ------------------------------ |
| HS 47 덴포 아마가사키 방면   | ■ 준급 ■ 구간준급 ■ 보통     | 니시쿠조 HS 45 오사카난바 방면 |